# Johanniens
Les johanniens selon certains auteurs récents auraient constitué un courant du christianisme ancien faisant partie de la diaspora chrétienne de langue grecque présente en Asie mineure, au départ d'Éphèse. Ce courant tire son nom de l'apôtre Jean qui, selon une tradition déjà mentionnée par Irénée de Lyon au IIe siècle, se serait établi à Éphèse après la Grande révolte juive (66 - 70) où il serait mort la 4e année de Trajan (101), après avoir été libéré de sa relégation sur l'île de Patmos après la mort de l'empereur Domitien (96).

## Origines et inspirations
Le courant se serait développé initialement à Éphèse vers le Ier siècle à la suite de missions venues de Jérusalem mais après le dernier passage de Paul de Tarse qui ne mentionne toutefois aucune tradition venue de l'apôtre Jean.
La Révélation de Jésus-Christ — ou Apocalypse de Jean — fournit des indications sur ce courant présent dans les Sept Églises d'Asie en dénonçant dans les lettres que l'auteur adresse à celles-ci « ceux qui vivent à la grecque » ou encore « ceux qui se disent apôtres et ne le sont pas » auxquels il oppose le « Véritable Israël ».
Certains chercheurs évoquent la possibilité que l'Évangile selon Jean ait été récupéré par les johanniens après son arrivée de Palestine en Anatolie. Il est également possible que les Épîtres de Jean — I, II et III — relèvent de ce courant ou soient du moins originaires de cette région. Les auteurs de l'« Évangile de Jean » et de l'« Apocalypse de Jean » sont différents ; Papias de Hiérapolis, vers 125, acte encore cette différence entre Jean l'« Apôtre » et Jean l'« Ancien » (ou le « Presbytre »). Mais, à la suite du « télescopage » des deux Jean dont témoignent les Actes de Jean — un apocryphe datant de la seconde moitié du IIe siècle qui proposent un récit romancé narrant les pérégrinations, les miracles, les propos et la mort de l'apôtre Jean à Éphèse —, on rencontre les deux lignes au sein des johanniens.
Ces derniers conserveront leurs traditions spécifiques au moins jusqu'au IVe siècle, se distinguant par exemple d'autres communautés chrétiennes en célébrant Pâques le 14 nisan à l'instar de la Pessa'h juive.
Parmi les membres qui auraient relevé de ce courant, on a mentionné Papias de Hiérapolis, Polycarpe de Smyrne, Méliton de Sardes ou encore, figure majeure du « johannisme radical », le prophète millénariste et rigoriste Montanus.